# Lindemann (banda)
Lindemann foi um duo de metal industrial criado por Till Lindemann, vocalista da banda de Neue Deutsche Härte Rammstein e pelo multi-instrumentista sueco Peter Tägtgren das bandas de death metal Hypocrisy e do projeto de metal industrial PAIN. Peter descreve a dupla como "um filho do Rammstein com o PAIN – ao menos é uma mistura dos vocais do Rammstein com a música do PAIN."
A dupla anunciou o fim do projeto em Novembro de 2020. Till ainda continua apresentando as músicas do Lindemann nos shows ao vivo com o projeto solo que leva seu nome.

## História

### Formação e "Skills in Pills" (2013-2015)
Till e Peter se encontraram por volta do ano 2000 em um pub de rock em Estocolmo, quando membros do Clawfinger os apresentaram. Em 2013, quando o Rammstein liderava um festival na Suécia, o cantor alemão convidou seu parceiro sueco para o festival. Lá, ele contou a Peter que ele tiraria dois anos de férias e queria escrever música com ele. Eles originalmente planejaram fazer apenas uma ou duas canções, mas Peter achou que elas eram "boas demais" e queria escrever mais.
O nome da banda "foi a única coisa que conseguimos inventar". Todos os nomes levados em consideração já haviam sido registrados por outras bandas, então eles eventualmente aceitaram uma sugestão de outra pessoa e simplesmente se batizaram de "Lindemann", embora Peter não tenha gostado disso a princípio.
Em 28 de maio de 2015, a banda lançou seu primeiro single "Praise Abort". Um álbum de estúdio chamado Skills in Pills foi lançado em 19 de junho de 2015. Quando perguntado sobre a possibilidade de apresentações ao vivo futuras, Peter disse que isso dependerá da recepção dos fãs ao projeto.
Em 9 de outubro de 2015 foi lançado o single Fish On, o segundo do álbum Skills in Pills que contém além da música título do single uma canção em alemão e em inglês chamada G-Spot Michael e a versão presente no final do vídeo de Praise Abort chamada de Praise Abort (Drago Baotic Smooth Version). O videoclipe de Fish On está disponível no canal oficial da banda no YouTube.

### F & M e Live in Moscow (2018 - 2021)
Em 2018, a dupla fez uma música para uma adaptação da peça "Hänsel und Gretel", com Till Lindemann também aparecendo na peça. Também em setembro, Lindemann e Tägtgren anunciaram uma turnê pela Rússia, Ucrânia e Cazaquistão em apoio ao livro de Lindemann "Messer".
Ainda em 2018, a banda lançou um single chamado "Mathematik", em colaboração com o rapper Haftbefehl. O lançamento gerou diversas reações negativas, por se tratar de um rap.
Em 10 de setembro foi lançado o teaser para o segundo single do segundo álbum do projeto. "Steh auf" , lançado no dia 13 de setembro de 2019.
O segundo álbum da banda, chamado "F & M" e lançado em 22 de novembro de 2019.
Em 17 de outubro, a banda anunciou em suas redes sociais que o single de "Ich weiß es nicht", seria lançado no dia seguinte.
Em 20 de outubro, a banda lançou o videoclipe de "Ich weiß es nicht", usando uma tecnologia de inteligência artificial chamada Generative Adversarial Network (GAN), combinando imagens fazendo com que elas formem novas imagens, seja elas formas, rostos ou traços que são familiares ao cérebro humano.
Em 31 de outubro foi anunciado que o quarto single, "Knebel", seria lançado no dia seguinte, juntamente com um videoclipe dirigido por Zoran Bihać. A música foi lançada em versão digital e na versão em CD do single "Ich weiß es nicht".
No início de novembro foram divulgadas as datas da turnê de 2020 da banda. A turnê passará por países como: Alemanha, Áustria, Suécia, França, Reino Unido, Rússia, Ucrânia e Bielorrússia.
Em 21 e 22 de novembro, teasers de mais um vídeo foram divulgados, dessa vez para a música "Frau & Mann", lançado em 23 de novembro de 2019.
Em 29 de novembro, Till, Peter e Zoran Bihać postaram em suas respectivas redes sociais um vídeo comemorando a primeira posição do álbum nas paradas pelo mundo. No vídeo há um trecho do videoclipe de "Platz Eins", que até então, não havia sido lançado.
Em 23 de dezembro, a banda divulgou o teaser do videoclipe de "Ach so gern", vídeo que foi gravado em 2017, em Tallinn, na Estônia, nos mesmos arredores de onde o clipe de "Knebel" foi filmado. O vídeo foi lançado em 26 de dezembro como um "presente de natal". Mais três versões da música foram lançados com o mesmo video, além de um video com apenas um take.
Em 4 de fevereiro a banda lançou o videoclipe de "Platz Eins", o vídeo foi dirigido por Zoran Bihać e teve duas versões, sendo a sem censura lançada no site adulto Visit-X . Neste mesmo dia, a banda iniciou a turnê pela Europa, começando por Hannover.
No dia 14 de fevereiro, dia dos namorados (exceto no Brasil), o Lindemann lançou um videoclipe obsceno em parceria exclusiva com o site adulto Visit-X. "Till the End" é o título do vídeo e da música que Till Lindemann lançou sob o pseudônimo Na Chui, o vídeo é considerado como uma sequência de "Platz Eins".

### Fim da Parceria entre Till e Peter
Em 13 de novembro de 2020, por meio de suas redes sociais, a banda anunciou que a parceria entre Till Lindemann e Peter Tägtgren havia terminado e ambos seguiriam suas próprias jornadas pela música em seus respectivos projetos. Porém foi anunciado que o Lindemann ainda continuará com Till a frente do projeto e que futuramente terá uma nova formação.
Ainda foi anunciado que um DVD gravado ao vivo em Moscou em março de 2020 seria lançado na primavera de 2021. "Live in Moscow" foi lançado no dia 21 de maio de 2021.

## Discografia

### Álbuns
| Detalhe do álbum                                                                  | Melhores posições nas paradas | Melhores posições nas paradas | Melhores posições nas paradas | Melhores posições nas paradas | Melhores posições nas paradas | Melhores posições nas paradas | Melhores posições nas paradas | Melhores posições nas paradas |
| Detalhe do álbum                                                                  | ALE                           | FIN                           | SUI                           | AUT                           | HOL                           | FRA                           | AUS                           | GBR                           |
| --------------------------------------------------------------------------------- | ----------------------------- | ----------------------------- | ----------------------------- | ----------------------------- | ----------------------------- | ----------------------------- | ----------------------------- | ----------------------------- |
| Skills in Pills - Lançamento: 19 de junho de 2015 - Gravadora: Warner Music Group | 1                             | 1                             | 2                             | 3                             | 6                             | 16                            | 17                            | 35                            |
| F & M - Lançamento: 22 de novembro de 2019 - Gravadora: Universal Music           | 1                             | 5                             | 3                             | 3                             | 18                            | 38                            | —                             | —                             |

### Ao vivo
| Detalhe do álbum                                                            | Formato              | Melhores posições nas paradas |
| Detalhe do álbum                                                            | Formato              | GER                           |
| --------------------------------------------------------------------------- | -------------------- | ----------------------------- |
| Live in Moscow - Lançamento: 21 de Maio de 2021 - Gravadora: Vertigo Berlin | CD, LP, DVD, Blu-ray | —                             |

### Singles
| Ano  | Single              | Melhores posições nas paradas | Álbum           |
| Ano  | Single              | GER                           | Álbum           |
| ---- | ------------------- | ----------------------------- | --------------- |
| 2015 | "Praise Abort"      | 42                            | Skills in Pills |
| 2015 | "Fish On"           |                               | Skills in Pills |
| 2018 | "Mathematik"        |                               | F & M           |
| 2019 | "Steh auf"          | 8                             | F & M           |
| 2019 | "Ich weiß es nicht" | –                             | F & M           |
| 2019 | "Knebel"            | –                             | F & M           |
| 2020 | "Platz Eins"        | –                             | F & M           |
| 2020 | "Till the End"      | –                             | –               |

## Videoclipes
| Ano  | Título                                    | Data de Lançamento      | Diretor        |
| ---- | ----------------------------------------- | ----------------------- | -------------- |
| 2015 | Praise Abort                              | 28 de maio de 2015      | Zoran Bihać    |
| 2015 | Fish on                                   | 9 de Outubro de 2015    | Zoran Bihać    |
| 2018 | Mathematik (feat. Haftbefehl)             | 18 de dezembro de 2018  | Zoran Bihać    |
| 2019 | Steh auf                                  | 13 de setembro de 2019  | Zoran Bihać    |
| 2019 | Ich weiß es nicht                         | 20 de outubro de 2019   | Lukas Rudig    |
| 2019 | Knebel                                    | 1 de novembro de 2019   | Zoran Bihać    |
| 2019 | Frau & Mann                               | 23 de novembro de 2019  | Sergey Minadze |
| 2019 | Ach so gern                               | 26 de dezembro de 2019  | Zoran Bihać    |
| 2020 | Ach so gern (One Shot Video)              | 12 de janeiro de 2020   | Zoran Bihać    |
| 2020 | Ach so gern (Pain Version)                | 13 de janeiro de 2020   | Zoran Bihać    |
| 2020 | Ach so gern (Drago Baotić Version)        | 13 de janeiro de 2020   | Zoran Bihać    |
| 2020 | Ach so gern (Clemens Wijers Version)      | 13 de janeiro de 2020   | Zoran Bihać    |
| 2020 | Platz Eins                                | 4 de fevereiro de 2020  | Zoran Bihać    |
| 2020 | Till the End (Sob o pseudônimo "Na Chui") | 14 de fevereiro de 2020 | Zoran Bihać    |